# 提琴

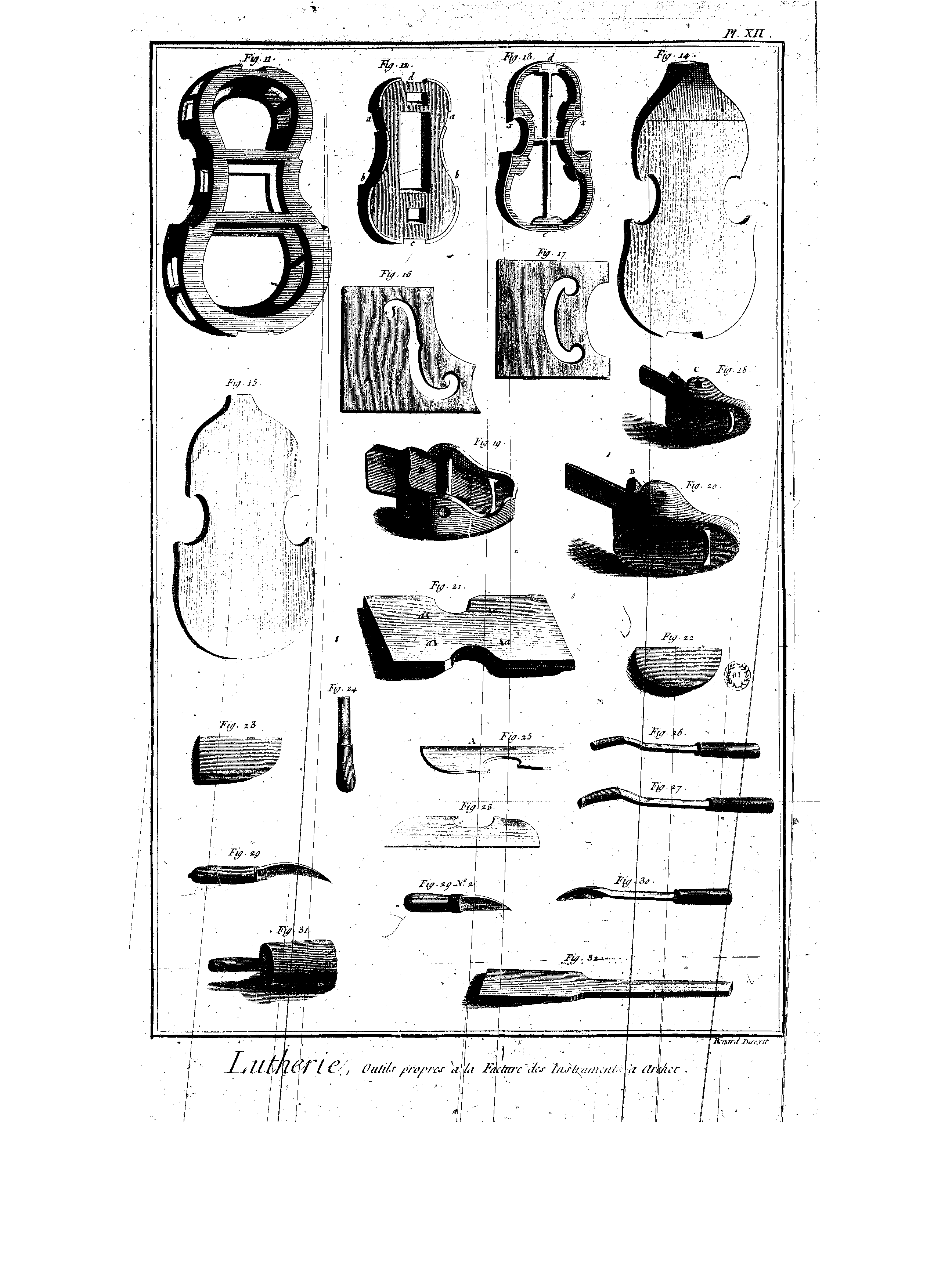
此圖為提琴的結構介紹圖

提琴本泛指有琴杆，需一手持杆另一手持琴弓的弓弦樂器，現代漢語主要指近代歐洲傳入的小提琴族樂器。傳入東亞的中國的變化較大，而演變成外觀脫離了原本形狀的胡琴。

## 歐洲系的提琴族樂器
提琴可能是發源於1000多年前中亞的早期弓弦樂器，其又是由魯特琴屬撥弦樂器發展而成的，基本有兩種大小和類型，較大的一種需要放平在地上或豎立著拉奏，較小的一種放在肩上或以帶系在身上拉奏。兩者在古畫中都是呈梨形的，起初使用的琴弓與弓相似。
在歐洲文藝復興時期，進步魯特琴屬樂器結他的葫蘆型外觀，而便於握把使到在演奏技巧上得到極大的發展，琴弓發展成近似現代的直形弓的同時，造提琴工匠也開始接受葫蘆形外觀。
最早和優秀的提琴製琴師(提琴創始人)包括義大利的克勞迪奧·蒙台威爾第、安東尼奧·史特拉第瓦里等。
於是在歐洲早期結他「維烏埃拉琴」(Vihuela)，發展成古典結他的同時，亦發展成維奧爾琴再發展成大提琴和低音提琴。較小的早期提琴「雷貝琴」，吸收結他的外觀，發展成早期的三弦小提琴和柔音中提琴再發展成小提琴和中提琴，但4種現代提琴始終外觀和古典結他相似葫蘆型。

### 樂團編制
包括小提琴、中提琴、大提琴、低音提琴4种弓弦乐器。各种提琴形制相似，张4根弦，以琴弓演奏为主，也可用手指拨奏，表现力丰富。以提琴为主的弦乐群是现代管弦乐队中最重要的一个组成部分，其中小提琴更是樂團使用數量最多的樂器，小提琴手佔了一個標準樂團的樂師人數約半。
在古典主義音樂中確立了小提琴的主導地位，並且逐漸制定了三種外觀和技法和小提琴相似，但體積較大和音域較低的樂器的標準，編組成近現代形式的管弦樂團和小型樂隊的演奏方式，而現代的凹形琴弓亦成為標準了。
由兩把小提琴、一把中提琴、一把大提琴所組成的形式為弦樂四重奏，加多一把中提琴或大提琴的形式為弦樂五重奏，視乎作曲家有時則會加上低音提琴。

### 早期西洋古典音樂
常在文藝復興時期的音樂和巴洛克音樂中使用的稱為古提琴，包括了維奧爾琴（viol 或 viola da gamba）和柔音中提琴（viola d'amore），在古典主義音樂時代為了樂團需要標準化的樂器，而淘汰了此類運弓和指控上與樂團主力樂器的小提琴相差較遠的樂器，代以外觀和運弓較接近小提琴的中提琴、大提琴、低音提琴。但後來部分古典音樂演奏家和樂團追求比普通古典音樂更古樸的音色，重新訂造和使用仿古樂器，維奧爾琴更在電影《日出時讓悲傷終結》（Tous les matins du monde）中，重新推廣到觀眾眼前。

### 電子提琴
可歸入電子樂器一類，可調節音量，方便在晚間練習，部分樂器制造者和音樂家開發和使用，如陳美（Vanessa-Mae Vanakorn Nicholson）和BOND使用的是電子提琴。

### 民間音樂中使用
在歐美有些鄉間地方或民間音樂演奏家，使用一些鮮為人知和不為主流西洋古典音樂使用的提琴，如「古斯莱琴」、「加登琴」和「尼克爾哈巴琴」等。

## 中國音樂中使用的提琴
提琴一词有时用于称呼中國的昆曲、广东音乐、潮州音樂、福建和台湾音乐中的胡琴类乐器。

### 崑曲
椰子殼做琴筒，蒙桐木面板，形狀類似板胡。

### 粵樂
有竹製的竹提琴（琴筒竹製，蒙桐木板面，潮州音樂叫做竹弦）和椰子殼做琴筒的提琴（類似板胡）。
二弦 (粵樂)、竹提琴、月琴是最早期的「三架頭」組合，后來發展出「硬弓五架頭」：二弦、竹提琴、月琴、三弦、橫簫（笛）。

### 潮樂
提琴一詞於黃宗識〈潮州音樂在台灣〉等文有提及，潮語的提弦（就是提琴，有時寫作提胡，潮語、台灣閩南語皆稱胡琴叫弦）是經過改造的廣東高胡（粵胡），定純5度，張鋼弦或絲弦，有時亦指民樂二胡。
潮州儒家樂（外江詩；漢樂）用竹弦（竹提琴）做頭手（頭手弦，領奏胡琴）。

## 東亞地區使用的提琴

### 韓國
奚琴（朝鮮語：해금），是一種源於中國東北地區的古代民族奚人的樂器，再傳至中原地區和朝鮮半島的傳統樂器，為弓絃樂器。由棍狀頸、空心木質音箱和兩條絲弦構成。與二胡演奏類似，演奏時需要演奏者彎腰、把奚琴垂直放在膝上來演奏。

### 日本
胡弓（こきゅう）是日本的一種弓弦樂器。最初見於文獻是日本江戶時代初期，略晚於三味線。起源未有定論，但一般認為與東南亞的一些民族樂器相近。大致和日本地歌、箏曲的形成是同一時期，為當時的盲人音樂演奏家所使用、傳承至今。

### 琉球
琉球胡弓（クーチョー，胡弓），又稱沖繩胡弓，琴身形狀和音色與日本的不同。琴身使用黑檀等材料，琴筒是碗狀，因為古代直接使用對半撥開的椰子殼，使用蛇皮。弦本來是3根，但普及的也有4弦。

### 臺灣
台灣北管音樂的古路（福路；舊路）用殼子弦（殼仔弦）做頭手（頭手弦；主弦，領奏胡琴），稱為提弦（提絃），意即提琴（胡琴台語叫做弦；絃），福路多唱梆子系曲調：梆子腔、緊中慢、慢中緊、十二丈等，還有二凡（即梆黃中的二黃；二王，又寫作二逢）、四空門、平板（類似二凡的曲調）等曲調。相對於古路（福路；舊路）的北管新路（西路；西皮）用京胡做主弦（領奏胡琴），稱為吊規子，曲調以西皮、二黃為主，還有撥子、二黃平（四平調）等。台灣的歌仔戲名稱多用殼子弦，較少用提弦。

### 越南
越南的彈二(Đàn nhị)與二胡形制大致相同。

### 蒙古
馬頭琴蒙語稱為莫林胡爾（蒙古語：ᠮᠥᠷᠢᠨ
ᠬᠣᠭᠣᠷ，鮑培轉寫：Morin Quur，西里爾字母：морин хуур）或綽爾，是蒙古族常用的一種弓弦樂器，其與朝爾琴共同的祖先馬尾胡琴為唐宋弓弦胡琴的一種。
傳說從前牧人懷念死去的小馬，取小馬的腿骨為柱，頭骨為筒，尾毛為弓弦，製作成二弦琴，由於通常在琴杆的頂部按小馬模樣雕有一個馬頭而得名馬頭琴。

## 著名品牌
- Otto Jos. Klier（德國）

## 相关链接
- The violin: How to select a violin, provenance, value and appraisal （页面存档备份，存于）